# علي خصروف
علي خصروف (بالإنجليزية: Ali Khousrof)‏ (و. 1992 – م) هو لاعب جودو من اليمن . ولد في صنعاء .شارك في ألعاب أولمبية صيفية 2012، ودورة الألعاب الآسيوية 2014، ودورة الألعاب الآسيوية 2006، وألعاب أولمبية صيفية 2008، ودورة الألعاب الآسيوية 2010 .

## روابط خارجية
- علي خصروف على موقع JudoInside.com (الإنجليزية)
- علي خصروف على موقع اللجنة الأولمبية الدولية (الإنجليزية)
- علي خصروف على موقع أوليمبيديا (الإنجليزية)